# Parc Nacional de Iona
El Parc Nacional de Iona és el parc nacional més gran a Angola. Està situat a la part sud-oest del país, a la província de Namibe. És més o menys està limitada per l'Oceà Atlàntic a l'oest, una escarpa cap a l'Est que marca l'inici de l'altiplà interior, el riu Curoca al nord, i el riu Cunene al Sud. Es troba a 200 km al sud de la ciutat de Namibe i cobreix 15.200 kilòmetres quadrats.
La topografia de Iona es caracteritza per dunes salvatges, planes vastes i muntanyes rugoses i penya-segats. La precipitació mitjana anual és d'aproximadament 18 mmm. El riu Curoca és intermitent, però té llacunes, mentre que el Cunene és permanent i té zones pantanoses en la seva desembocadura.
Iona havia estat proclamada reserva en 1937 i actualitzat a parc nacional en 1964. No obstant això, com a la majoria dels parcs nacionals d'Angola, la Guerra Civil angolesa va assolar la zona. La caça furtiva i la destrucció de la infraestructura han causat un dany considerable al parc. En els últims anys, una sèrie de projectes i administracions públiques internacionals han començat a reconstruir la infraestructura del parc.

## Geografia
Iona és part del nord del Namib, l'únic veritable desert al sud d'Àfrica. La zona, també coneguda com el desert de Kaokoveld, ha estat àrida durant 55-80 milions d'anys i pot ser el desert més antic del món. Es troba enfront de l'oceà Atlàntic a 180 m al límit vora del corrent de Benguela, un corrent fred de les profunditats de l'Atlàntic que crea un ecosistema ric en alta mar. A l'est, Iona s'eleva a la base de la Gran Escarpa a les muntanyes Tchamaline i Cafema. Iona es creuada al nord i al sud pels rius Cunene i Curoca, respectivament.
El clima és notable per les boires pesades creades per l'aire fred, per l'aire humit del corrent Benguela que es troba amb l'aire calent i sec del desert. Les boires i forts corrents han provocat nombrosos naufragis a través de la història. La costa és de vegades anomenat Costa dels Esquelets perquè els baleners poden observar a les platges els ossos de balenes i foques. La zona es classifica com un clima desèrtic càlid, KWh segons la Classificació climàtica de Köppen.

## Vegetació
Segons el Ministeri de Medi Ambient d'Angola, hi ha tres tipus de vegetació al Parc Nacional d'Iona:
- Estepes sub-costaneres amb components de llenyoses i herbàcies (Tipus de Barbosa 27). Aquest tipus de vegetació és una formació d'estepa com a l'Àfrica sub-costanera dominat per espècies acàcia, Commiphora, colophosphormum, aristida, schmidita, i staria.
- Estepes costaneres discontínues (Tipus de Barbosa 28), que corresponen a vegetació subdesèrtica. Aquest tipus de vegetació està dominada per les espècies aristida, cissus, salvadora, i welwitschia.

- · Desert amb dunes mòbils (tipus de Barbosa 29). Aquest tipus de vegetació està dominada per les espècies odyssea i sporobulus.

El parc és l'hàbitat principal de la Welwitchia Mirabilis, una planta sovint coneguda com a "fòssil vivent". La planta deriva la seva humitat de la rosada del mar que roda des de l'Atlàntic. La rosada s'absorbeix a través de les fulles en comptes d'a través de les arrels.

## Animals
A causa del seu clima i hàbitat distintius, Iona i el desert de Kaokoveld tenen un nombre d'animals endèmiques, en particular rèptils. S'han registrat 63 espècies a la regió ecològica, vuit són estrictament endèmiques. Les espècies endèmiques inclouen dos llangardaixos, tres sargantanes, tres i tres escíncids. La desembocadura del riu Cunene al sud és compatible amb una petita zona humida que és important per a les aus migratòries. S'han vist guepards sud-africans al parc per primer cop el 2010.

## Estatus d'ecosistema
Des de l'any 2009 el Ministeri de Medi Ambient d'Angola i els líders locals ha estat treballant un programa multinacional sota l'UNDP per rehabilitar el parc. Els resultats s'han registrat en la formació i desenvolupament del personal local, la millora de la infraestructura per aparcar (tanques, carreteres, subministrament d'aigua, gestió de residus, etc.), així com el desenvolupament de la gestió racional de Iona.